# Moureaux Point
Der Moureaux Point (auch bekannt als Cape Moureaux, Pointe Moureaux und Punta Moureaux) ist ein Kap im antarktischen Palmer-Archipel. Er formt den nördlichen Ausläufer von Liège Island.
Kartiert wurde die Landmarke bei der Vierten Französischen Antarktisexpedition (1903–1905). Deren Leiter, der französische Polarforscher Jean-Baptiste Charcot, benannte das Kap nach Claude-Théodule-Hirman Moureaux (1842–1919), Direktor des Observatoriums in Parc Saint-Maur bei Paris.